# Uintatherium
Uintatherium je vyhynulý rod kopytníků (Ungulata) ze středního a svrchního eocénu (asi před 45 až 37 miliony let). Řadí se do vyhynulého řádu Dinocerata. Jeho fosilní pozůstatky byly poprvé nalezeny ve státě Wyoming, USA, později i v Asii.

## Popis
Uintatherium patřilo mezi první velké býložravé savce a bylo možná vůbec největším savcem eocénu. Bylo velké asi jako nosorožec, vážilo podle odhadů asi 2 až 4,5 tuny. Vyznačuje se robustní lebkou, až 75 centimetrů dlouhou, ze které ční dopředu 3 páry krátkých kostěných rohů (osikonů) a jeden lichý na čelní kosti. Oblé lebeční rohy měly zřejmě funkci při ritualizovaných soubojích mezi samci ve stádě. Mezi zuby nejsou řezáky. Mohutné horní špičáky jsou mechanicky chráněny plochými výrůstky na dolní čelisti. Uintaterium patřilo mezi prstochodce, mělo masivní končetiny s pěti krátkými prsty.

## Etymologie
Tento živočich je pojmenován podle severoamerického pohoří Uinta Mountains (doslova „zvíře/tvor z Uinta“).

## V kultuře
České veřejnosti je tento pravěký savec známý z obrazů Zdeňka Buriana, objevil se krátce také v trikovém filmu Cesta do pravěku z roku 1955.